# Bukovje v Babni Gori
Bukovje v Babni Gori – wieś w Słowenii, w gminie Šmarje pri Jelšah. W 2018 roku liczyła 105 mieszkańców.